# Gallus Steiger
Gallus Steiger, al secolo Bernhard Steiger (Büron, 27 marzo 1879 – Peramiho, 26 novembre 1966), è stato un missionario e vescovo cattolico svizzero.

## Biografia
Bernhard Steiger abbracciò la vita religiosa tra i monaci benedettini della congregazione missionaria di Sant'Ottilia e prese il nome di Gallus: emise i voti nel 1902 e fu ordinato prete nel 1905.
Missionario nell'Africa Orientale tedesca dal 1906, nel 1922 fu nominato prefetto apostolico di Lindi. Dopo l'erezione di Lindi ad abbazia nullius, nel 1928 ne divenne abate ordinario.
Il 23 dicembre 1931 il territorio di Lindi fu diviso nelle abbazie nullius di Ndanda e di Peramiho. Steiger fu trasferito all'abbazia di Peramiho e l'11 dicembre 1933 fu eletto vescovo titolare di Calcide di Grecia.
Fondò la congregazione indigena delle suore benedettine di Sant'Agnese.
Nel 1952 rinunciò all'ufficio di abate. Morì monaco a Peramiho nel 1966.

## Genealogia episcopale
La genealogia episcopale è:
- Cardinale Scipione Rebiba
- Cardinale Giulio Antonio Santori
- Cardinale Girolamo Bernerio, O.P.
- Arcivescovo Galeazzo Sanvitale
- Cardinale Ludovico Ludovisi
- Cardinale Luigi Caetani
- Cardinale Ulderico Carpegna
- Cardinale Paluzzo Paluzzi Altieri degli Albertoni
- Papa Benedetto XIII
- Papa Benedetto XIV
- Papa Clemente XIII
- Cardinale Bernardino Giraud
- Cardinale Alessandro Mattei
- Cardinale Pietro Francesco Galleffi
- Cardinale Giacomo Filippo Fransoni
- Cardinale Carlo Sacconi
- Cardinale Edward Henry Howard
- Cardinale Mariano Rampolla del Tindaro
- Cardinale Rafael Merry del Val
- Cardinale Arthur Hinsley
- Vescovo Gallus Steiger, O.S.B.